# Catagramma miles
Catagramma miles är en fjärilsart som beskrevs av Bates 1864. Catagramma miles ingår i släktet Catagramma och familjen praktfjärilar. Inga underarter finns listade i Catalogue of Life.